# Metropolitan Statistical Area

Karte mit allen Metropolitan Statistical Areas sowie Micropolitan Statistical Areas (Stand: 2020)

Als Metropolitan Statistical Areas (MSA) werden zu statistischen Zwecken zusammengefasste Ballungsgebiete in den Vereinigten Staaten bezeichnet. Sie wurden vom Office of Management and Budget (OMB) definiert.

## Beschreibung
Eine Metropolitan Statistical Area besitzt, im Unterschied zu Kommunen, Countys oder Bundesstaaten, keine administrative Funktion. Sie existiert lediglich zur sozio-demografischen Charakterisierung der in ihr lebenden Bevölkerung und umfasst mindestens 50.000 Einwohner. Ein County gehört immer nur als vollständige Gebietseinheit einer MSA an.
Im Jahr 2003 wurden zusätzlich sogenannte Micropolitan Statistical Areas (μSAs) mit einer Einwohnerzahl von 10.000 bis 49.999 eingeführt.
MSAs und μSAs werden zusammen als sogenannte Core-based statistical areas (CBSAs) bezeichnet. 
Insgesamt existieren (Stand: 2023) 935 CBSAs, davon sind 393 MSAs und 542 μSAs.
Die Benennung all dieser Gebiete durch das OMB richtet sich jeweils nach deren größten Kommunen, sogenannten Principal Cities. Je nach Siedlungsstruktur einer CBSA werden dabei eine, zwei oder drei Ortsnamen in der Bezeichnung einer CBSA berücksichtigt. Insgesamt hat das OMB jedoch noch deutlich mehr Kommunen, vor allem bei besonders bevölkerungsreichen Ballungsgebieten, zu einer Principal City erklärt. Die Greater Los Angeles Area besitzt mit einer Anzahl von 19 die meisten dieser Städte. Zu den Kriterien gehören neben der Einwohneranzahl auch die Zahl der Beschäftigten. Die Datenerhebung sowie die Erstellung von Statistiken wird vom United States Census Bureau durchgeführt.